# Odnos doze i efekta
Odnos doze i efekta, ili odnos ekspoziture i responsa, opisuje promenu efekta na organizam uzrokovanu različitim nivoima izlaganja (ili doza) stresora (obično hemikalija) nakon određenog perioda izlaganja. Ovaj parameter se može odnositi na pojedinca (npr.: mala količina nema znatnog uticaja, velika količina je fatalna), ili na populacije (npr.: na koliko ljudi ili organizama deluju različiti nivoi izlaganja).
Izučavanje doze i responsa, i razvoj odgovrajućih modela je centralna aktivnost pri određivanju bezbednih i hazardnih nivoa i doza lekova, potencijalnih zagađivača, i drugih supstanci kojima su ljudi i drugi organizmi izloženi. Izvedeni zaključci su često osnova za javne smernice. Američka agencija za zaštitu životne sredine je jedna od ustanova koje su razvile opširne preporuke i izveštaje o modelovoanju i validaciji odnosa doze i responsa, kao i softvar za podršku tih aktivnosti.
Odnos doze i responsa generalno zavisi od trajanja i načina izlaganja (npr., inhalacija, unos sa hranom). Kvantifikacija responsa nakon razuličitih perioda izlaganja ili za različite načine doziranja proizvodi različite odnose i potencijalno dovidi do različitih zaključaka o dejstvu datag stresora. Ovo ograničenje je posledica kompleksnosti bioloških sistema i dejstva nepoznatih bioloških procesa.

## Spoljašnje veze
- [http://www.ecotoxmodels.org